# Hoover (Alabama)
Hoover és una població dels Estats Units a l'estat d'Alabama. Segons el cens del 2008 tenia 73.000 habitants.

## Demografia
Segons el cens del 2000, Hoover tenia 62.742 habitants, 25.191 habitatges, i 17.406 famílies. La densitat de població era de 561,7 habitants/km².
Dels 25.191 habitatges en un 33,4% hi vivien nens de menys de 18 anys, en un 59,4% hi vivien parelles casades, en un 7,2% dones solteres, i en un 30,9% no eren unitats familiars. En el 25,9% dels habitatges hi vivien persones soles el 6,3% de les quals corresponia a persones de 65 anys o més que vivien soles. El nombre mitjà de persones vivint en cada habitatge era de 2,47 i el nombre mitjà de persones que vivien en cada família era de 3.
Per edats la població es repartia de la següent manera: un 24,8% tenia menys de 18 anys, un 7,9% entre 18 i 24, un 32,6% entre 25 i 44, un 23,8% de 45 a 60 i un 10,9% 65 anys o més.
L'edat mediana era de 36 anys. Per cada 100 dones hi havia 95,1 homes. Per cada 100 dones de 18 o més anys hi havia 91,5 homes.
La renda mediana per habitatge era de 61.982 $ i la renda mediana per família de 79.912 $. Els homes tenien una renda mediana de 55.660 $ mentre que les dones 34.836 $. La renda per capita de la població era de 33.361 $. Aproximadament el 2,1% de les famílies i el 3,4% de la població estaven per davall del llindar de pobresa.